# No Retreat, No Surrender
No Retreat, No Surrender är en USA/Hongkong-film från 1986.

## Handling
Kampsportsvärlden skakar av rädsla när ett brottssyndikat är nära att helt ta kontrollen. Den unge kampsportsutövaren Jason Stillwell (spelad av Kurt McKinney) blir utsedd att rädda den amerikanska kampsportvärlden av sin idol och husgud Bruce Lee (spelad av Tai Chung Kim). För att kunna göra upp provocerar han fram en match utan regler med syndikatets hårda och brutala hantlangare Ivan "The Russain"(spelad av Jean-Claude Van Damme.

## Rollista (i urval)
- Kurt McKinney - Jason Stillwell
- Jean-Claude Van Damme - Ivan
- J.W. Fails - R.J. Madison
- Kathie Sileno - Kelly Reilly
- Tai Chung Kim - Sensei Lee
- Kent Lipham - Scott
- Ron Pohnel - Ian Reilly
- Dale Jordan - Dean Ramsay
- Peter Cunningham - Frank
- Tai Chung Kim - Sensei Lee
- Timothy D. Baker - Tom Stillwell
- Gloria Marziano - Mrs. Stillwell